# Diocese de Joliette
A Diocese de Joliette (Dioecesis Ioliettensis) é uma diocese localizada na cidade de Joliette  na província de Quebec, pertencente a Arquidiocese de Montréal no Canadá. Foi fundada em 1904 pelo Papa Pio X. Com uma população católica de 260.000 habitantes, sendo 92,0% da população total, possui 23 paróquias com dados de 2018.

## História
Em 27 de janeiro de 1904 o Papa Pio X cria a Diocese de Joliette a partir da Arquidiocese de Montreal. Em 2007 recebeu parte da Diocese de Amos.

## Lista de bispos
A seguir uma lista de bispos desde a criação da diocese em 1904.
|                    | Nome                            | Período            | Notas                                   |
| Bispos de Joliette | Bispos de Joliette              | Bispos de Joliette | Bispos de Joliette                      |
| ------------------ | ------------------------------- | ------------------ | --------------------------------------- |
| 7º                 | Louis Corriveau                 | 2019 -             |                                         |
| 6º                 | Raymond Poisson                 | 2015 - 2018        | Nomeado bispo coadjutor de Saint-Jérôme |
| 5º                 | Gilles Lussier                  | 1991 - 2015        |                                         |
| 4º                 | René Audet                      | 1968 - 1990        |                                         |
| 3º                 | Joseph Arthur Papineau          | 1928 - 1968        |                                         |
| 2º                 | Joseph-Guillaume-Laurent Forbes | 1913 - 1928        | Nomeado arcebispo de Ottawa             |
| 1º                 | Joseph Alfred Archambault       | 1904 - 1913        | Morreu no cargo                         |
| Bispo auxiliar     |                                 |                    |                                         |
| 1º                 | Édouard Jetté                   | 1948 -1968         |                                         |